# Ronnie Hansen
Ronnie Hansen is de Nederlandstalige naam van de Franse stripreeks Éric Castel, gecreëerd door Raymond Reding (tekenaar en mede-scenarist) en François Hugues (scenarist). De stripreeks verscheen oorspronkelijk tussen 1979 en 1992 bij uitgeverij Le Lombard en werd vanaf de jaren tachtig vertaald in het Nederlands. Daarbij kreeg de hoofdpersoon de naam Ronnie Hansen.

## Inhoud
De reeks draait om Ronnie Hansen (in het Frans Éric Castel), een professionele voetballer die speelt bij de Spaanse topclub FC Barcelona. Naast de sportieve verhaallijnen over wedstrijden, transfers en blessures, belicht de strip ook thema’s als vriendschap, morele keuzes en sociale verantwoordelijkheid. Ronnie onderhoudt een warme band met een groep jonge fans, de Pablitos, die regelmatig betrokken raken bij zijn avonturen.

## Oorsprong
De eerste verschijning van het personage vond plaats in het album De held van de grasmat (1975), uitgegeven door Uitgeverij Helmond. In dit vroege verhaal heet de hoofdpersoon nog Max Falk (oorspronkelijk Kai Falke in het Duits), en speelt hij eveneens voor FC Barcelona. Het verhaal verscheen eerder in het Duitse stripblad Zack. Dit album geldt als de voorloper van wat later de Éric Castel-reeks werd, waarin het personage onder een nieuwe naam en met aangepaste achtergrond verder werd ontwikkeld.

## Stijl
Raymond Reding staat bekend om zijn realistische en dynamische tekenstijl, met grote aandacht voor anatomisch correcte sportbewegingen. Zijn werk combineert sportactie met een educatieve en ethisch getinte inslag. De samenwerking met François Hugues zorgde voor meer aandacht voor karakterontwikkeling en maatschappelijke thema’s binnen het sportmilieu.

## Nederlandse publicatie
In Nederland verscheen *Ronnie Hansen* aanvankelijk in het stripblad Wham!, uitgegeven door Koralle in 1979–1980. Na het verdwijnen van dat blad werden de albums vertaald en los uitgegeven, onder andere door Novedi en Dupuis. De serie werd in Nederland onder de naam *Ronnie Hansen* uitgebracht in softcoveralbums en genoot vooral populariteit onder voetballiefhebbers en jongere lezers.

## Albums
Hieronder volgt een overzicht van de Nederlandstalige albums:
1. De held van de grasmat – De jonge Max Falk wordt ontdekt als voetbaltalent en begint aan een carrière bij FC Barcelona. (voorloper)
2. Ronnie en de Pablitos – Ronnie arriveert bij FC Barcelona en raakt bevriend met een groep jonge fans, de Pablitos.
3. Het grote duel – Ronnie bereidt zich voor op een belangrijke wedstrijd en leert omgaan met prestatiedruk.
4. De tegenvaller – Door een blessure staat zijn carrière op het spel.
5. Pech voor Pablito – Een ongeluk binnen de vriendengroep zet alles op scherp.
6. De man op tribune F – Een mysterieuze toeschouwer blijkt meer met Ronnie te maken te hebben dan gedacht.
7. Het geheim van Pablito – Pablito draagt een geheim dat de vriendschap onder druk zet.
8. De nacht van Tibidabo – Tijdens een nachtelijk avontuur leren Ronnie en zijn vrienden waardevolle lessen.
9. De grote beslissing – Ronnie staat voor een keuze die zijn loopbaan drastisch kan veranderen.
10. De eerste vijf minuten – Het belang van een goede start wordt onderstreept in een cruciale match.
11. De weddenschap – Een gewaagde uitdaging leidt tot verrassende gevolgen.
12. Het plan van de Argentijn – Een buitenlandse speler daagt Ronnie en zijn team uit tot strategische vernieuwing.
13. Het huis met de aalscholver – In afzondering reflecteert Ronnie op zijn keuzes.
14. Het weerzien – Een terugkeer naar een plaats uit zijn verleden roept emoties op.
15. De vijfde goal voor Lille! – Ronnie scoort een beslissend doelpunt in een spannende wedstrijd.
16. De boodschap van de Maltees – Een cryptische boodschap leidt tot een internationaal avontuur.

Special: Vooruit de Rode Duivels! – Ronnie ondersteunt het Belgische nationale elftal op weg naar sportief succes.

## Thema's
De strip behandelt sportthema’s zoals:
- Sportiviteit en fair play
- Vriendschap en mentorrelaties
- Commerciële druk in de sport
- Jeugd, opvoeding en sociale verantwoordelijkheid
- Ethiek en integriteit in de topsport